# Ángel De Cicco
Ángel De Cicco (nacido el 18 de septiembre de 1920 - ?) fue un exfutbolista argentino que se desempeñaba como delantero.

## Carrera

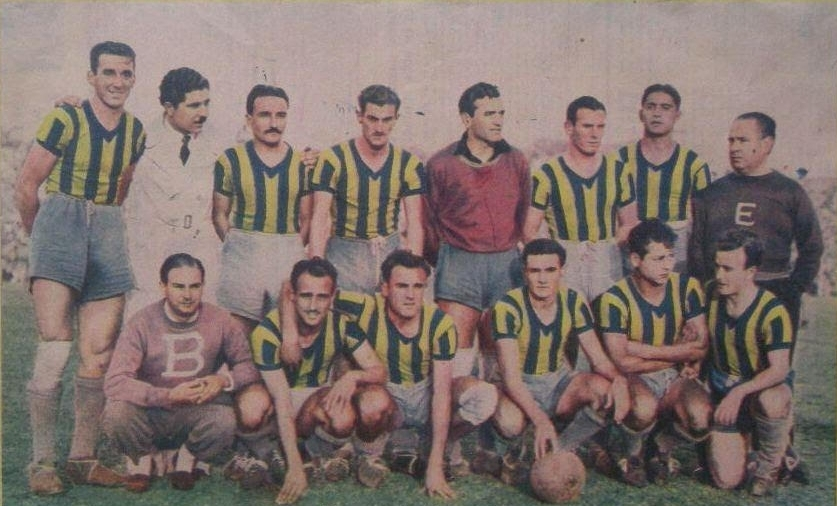
Rosario Central en 1946. Parados: Santiago Armándola, José Casalini, César Castagno, Roberto Quatrocchi, Alfredo Fógel, Lidoro Soria, Ángel Fernández Roca (DT); hincados: Ángel De Cicco, Benjamín Santos, Federico Geronis, Waldino Aguirre, Rubén Marracino.

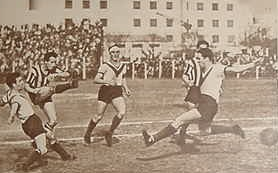
De Cicco rematando al arco en un cotejo ante Vélez en 1942.

Tuvo su debut en primera el día 18 de agosto de 1940 cuando su equipo, Rosario Central, cayó ante Lanús 3-2 en Arroyito en cotejo válido por la 18.ª fecha del Campeonato de Primera División. Durante la siguiente temporada no tuvo participación por encuentros oficiales, y Rosario Central perdió la categoría. Al tener que enfrentar el Campeonato de Segunda División en 1942, el entrenador canalla Enrique Palomini le confió la titularidad como extremo derecho; disputó 24 partidos y convirtió 15 goles, haciendo un significativo aporte para que la institución rosarina lograra el título y el consiguiente retorno a la Primera División. Nuevamente en la máxima categoría, le costó hacerse del puesto, hasta que en 1945 la consiguió; formó delantera con futbolistas de la talla de Waldino Aguirre, Antonio Funes, Rubén Bravo, Rubén Marracino. En el cotejo válido por la 9.ª fecha del Campeonato de Primera División 1946 ante River Plate, recibió una fuerte falta por parte de Félix Loustau y sufrió una severa lesión que lo mantuvo alejado de las canchas durante dos años. Recién logró volver durante algunos partidos en el Campeonato de Primera División 1948; al finalizar dicho torneo pasó a River Plate junto a sus compañeros César Castagno, Lidoro Soria y Santiago Armandola. Totalizó en Central 93 presencias y 29 goles convertidos. En el cuadro millonario no logró hacer pie al haber mucha competencia en la línea ofensiva, participando igualmente de la campaña de subcampeón del Campeonato de Primera División. También disputó el cotejo amistoso ante Torino FC tras la Tragedia de Superga. Cerró su carrera jugando para Quilmes entre 1950 y 1951.

## Clubes
| Club            | País      | Año         |
| --------------- | --------- | ----------- |
| Rosario Central | Argentina | 1940 - 1948 |
| River Plate     | Argentina | 1949        |
| Quilmes AC      | Argentina | 1950 - 1951 |

## Palmarés
| Equipo          | País      | Título           | Año  |
| --------------- | --------- | ---------------- | ---- |
| Rosario Central | Argentina | Segunda División | 1942 |